# Серпико
«Серпико» (англ. Serpico) — американский биографический фильм режиссёра Сидни Люмета, вышедший в 1973 году. Фильм основан на одноимённой книге-биографии, написанной Питером Маасом, и повествует о полицейском Фрэнке Серпико, выступившем с разоблачениями массовой коррупции в полиции.

## Сюжет
В основу сюжета легла реальная история нью-йоркского полицейского Фрэнка Серпико, который обнаруживает в своём участке коррупционную сеть, охватывающую практически всех сотрудников. Отказ участвовать в ставших традиционными поборах приводит к тому, что скоро он становится «белой вороной», вызывающей презрение к себе со стороны других полицейских. Его обращения в вышестоящие инстанции также не имеют результата, ибо коррупция столь сильно проникла в систему полиции, что никто не решается бросить ей вызов.

## Актёрский состав
| Актёр             | Роль                                 |
| ----------------- | ------------------------------------ |
| Аль Пачино        | Фрэнк Серпико                        |
| Джон Рэндольф     | начальник полиции Сидни Грин         |
| Джек Кихоу        | Том Кио                              |
| Бифф Макгуайр     | капитан Макклейн                     |
| Барбара Ида-Янг   | Лори                                 |
| Корнелия Шарп     | Лесли                                |
| Эдвард Гровер     | инспектор Ламбардо                   |
| Тони Робертс      | Боб Блэр                             |
| Аллан Рич         | окружной прокурор Герман Таубер      |
| Альберт Хендерсон | Пелус                                |
| Джозеф Бова       | Поттс                                |
| Вуди Кинг-мл.     | Ларри                                |
| Джеймс Толкан     | Стайгер                              |
| Бернард Бэрроу    | инспектор Рой Палмер                 |
| Нейтан Джордж     | лейтенант Нейт Смит                  |
| М. Эммет Уолш     | Галлахер                             |
| Ф. Мюррей Абрахам | партнёр Серпико (не указан в титрах) |

| Оценки критиков | Оценки критиков |
| Источник        | Оценка          |
| --------------- | --------------- |
| Record World    | без оценки      |

## Отзывы критиков
Фильм получил положительные отзывы критиков. На интернет-агрегаторе Rotten Tomatoes он имеет рейтинг 90 % на основе 41 рецензии. Metacritic дал фильму 87 баллов из 100 возможных на основе 7 рецензий, что соответствует статусу «всеобщее признание».

## Награды и номинации
| Ассоциация                             | Год  | Категория                                              | Номинант(-ы)               | Результат |
| -------------------------------------- | ---- | ------------------------------------------------------ | -------------------------- | --------- |
| «Оскар»                                | 1974 | Лучшая мужская роль                                    | Аль Пачино                 | Номинация |
| «Оскар»                                | 1974 | Лучший адаптированный сценарий                         | Уолдо Солт, Норман Уэкслер | Номинация |
| «Золотой глобус»                       | 1974 | Лучший фильм — драма                                   | «Серпико»                  | Номинация |
| «Золотой глобус»                       | 1974 | Лучшая мужская роль — драма                            | Аль Пачино                 | Победа    |
| BAFTA                                  | 1975 | Лучшая мужская роль                                    | Аль Пачино                 | Номинация |
| BAFTA                                  | 1975 | Лучшая режиссура                                       | Сидни Люмет                | Номинация |
| BAFTA                                  | 1975 | Награда имени Энтони Асквита за лучшую музыку к фильму | Микис Теодоракис           | Номинация |
| «Давид ди Донателло»                   | 1974 | Лучший иностранный актёр                               | Аль Пачино                 | Победа    |
| Гильдия режиссёров Америки             | 1974 | Лучший режиссёр художественного фильма                 | Сидни Люмет                | Номинация |
| Премия Эдгара Аллана По                | 1974 | Лучший художественный фильм                            | Уолдо Солт, Норман Уэкслер | Номинация |
| «Грэмми»                               | 1975 | Лучший саундтрек для визуальных медиа                  | Микис Теодоракис           | Номинация |
| Национальный совет кинокритиков США    | 1973 | Лучшая мужская роль                                    | Аль Пачино                 | Победа    |
| Национальный совет кинокритиков США    | 1973 | Десять лучших фильмов                                  | «Серпико»                  | Победа    |
| Национальное общество кинокритиков США | 1974 | Лучшая мужская роль                                    | Аль Пачино                 | Номинация |
| Круг кинокритиков Нью-Йорка            | 1974 | Лучшая мужская роль                                    | Аль Пачино                 | Номинация |
| Гильдия сценаристов США                | 1974 | Лучший адаптированный сценарий                         | Уолдо Солт, Норман Уэкслер | Победа    |

Впоследствии фильм занял 84-е место в списке 100 самых вдохновляющих американских фильмов за 100 лет по версии AFI (2006), а его главный герой занял 40-е место среди героев в списке 100 лучших героев и злодеев по версии AFI (2003).